# Mezzavia
Mezzavia est un quartier d'Ajaccio, situé à la périphérie nord de la ville. Situé dans une plaine, à proximité de la Gravona, il se caractérise par un habitat majoritairement pavillonnaire, avec environ 7 000 habitants, ainsi que par une importante zone industrielle et commerciale. Le stade Ange-Casanova est également situé dans le quartier. Le maire délégué de Mezzavia se nomme Philippe Kervella (en qualité de conseiller municipal d'Ajaccio). Le club de football du quartier l'Olympique Mezzavia a quant à lui été créé en 2015.